# Mikael Niemi
Mikael Niemi (født 13. august 1959 i Pajala, Norrbottens len) er en svensk forfatter, som især er kendt for bogen "Populærmusik fra Vittula".

## Værkliste
- Man måste kunna försvara sig, radiospil, 1988.
- Näsblod under högmässan, digte, 1988.
- Änglar med mausergevär, digte, 1989.
- Ulosveisu, skuespil, 1991.
- Specialaren, skuespil, 1992.
- Ska hon vara snygg eller oneurotisk, radiospil, 1993.
- Innan det rasar, skuespil, 1994.
- Kirkedjævelen, ungdomsbog, 1994.
- Kuppari, skuespil, 1994.
- Blodsugarna, ungdomsbog, 1997.
- Populærmusik fra Vittula, 2000.
- Sulebulen, 2004.
- Manden der døde som en laks, 2007
- Skjut apelsinen, 2010
- Fallvatten, 2012
- At koge bjørn, 2018